# De Velinx
De Velinx is het Cultureel Centrum van de stad Tongeren. 
Het omvat een Polyvalente zaal met twee mogelijke opstellingen: de schouwburg en de scène-sur-scène, verschillende repetitieruimtes en een tentoonstellingsruimte. Ook de cultuurdienst, de openbare bibliotheek van de Stad Tongeren en een Brasserie zijn er gevestigd.  

## Geschiedenis
Begin jaren 90 besliste het toenmalige Tongerse Schepencollega in samenwerking met de Tongerse Culturele Raad tot het oprichten van een Cultureel Centrum. Op 28 mei 1994 opent De Velinx zijn deuren. De naam van het Cultureel Centrum is afkomstig van de nabij gelegen "Velinxtoren", een restant van de middeleeuwse stadsmuur. 
Sinds 2002 werd De Velinx erkend door de Provincie Limburg als "Cultuurcentrum met een Regionale Werking" en door het Ministerie van de Vlaamse Gemeenschap als Cultuurcentrum in de B-categorie. 
In 2012 kreeg De Velinx een gloednieuwe geluidsinstallatie cadeau van BOSE, ter waarde van 200.000 euro. Bose, die in Tongeren een vestiging heeft, installeerde hun nieuwste systeem hier als eerste in Europa. In ruil zal Bose in het Cultuurcentrum zijn Field Engineers opleiden.
In de zomer van 2015 kreeg het Cultureel Centrum een grondige renovatie. De ticketbalie en verlichten werden volledig vernieuwd, en de Polyvalente zaal kreeg een nieuwe tribune.